# Schiffnerula terminaliae
Schiffnerula terminaliae är en svampart som beskrevs av Hosag. & Riju 2009. Schiffnerula terminaliae ingår i släktet Schiffnerula och familjen Englerulaceae.   Inga underarter finns listade i Catalogue of Life.